# Тео ван Гог (режисер)
Теодор „Тео“ ван Гог (хол. Theodoor van Gogh; Хаг, 23. јул 1957 — Амстердам, 2. новембар 2004) је био холандски филмски режисер, филмски продуцент, колумниста, писац и глумац.
Ван Гог је радио са Ајаан Хирси Али, списатељицом рођеном у Сомалији, као продуцент филма Потчињавање, који је давао критички приказ положаја жена у Исламу и тиме изазвао контроверзе међу муслиманима. Теа ван Гога је 2. новембра 2004. убио Мохамед Боујери, холандско-марокански муслиман.
Последњи филм који је Тео ван Гог завршио пре смрти, 06/05, представља фиктивну верзију атентата на политичара Пима Фортујна.

## Даља литература
- Buruma, Ian, Murder in Amsterdam: The Death of Theo van Gogh and the Limits of Tolerance. London: The Penguin Press. 2006. ISBN 978-1-59420-108-0..